# Tonalidad relativa

Círculo de quintas con las armaduras de sus tonalidades mayores y menores. Las tonalidades siguen la notación anglosajona.

En música, dentro del sistema tonal, las tonalidades relativas son aquellas tonalidades mayores y menores que comparten la misma armadura de clave, es decir, las mismas alteraciones. La distancia que separa las tónicas de ambas tonalidades, desde la relativa menor a la relativa mayor, es de tercera menor ascendente.
Por ejemplo, sol mayor y mi menor tienen un solo sostenido en su armadura, por tanto cada una de ellas es la tonalidad relativa de la otra. 
Una lista completa de parejas relativas menor/mayor es:
| Armadura                           | Tonalidad mayor    | Tonalidad menor     |
| ---------------------------------- | ------------------ | ------------------- |
| Si♭, Mi♭, La♭, Re♭, Sol♭, Do♭, Fa♭ | Do bemol mayor     | La bemol menor      |
| Si♭, Mi♭, La♭, Re♭, Sol♭, Do♭      | Sol bemol mayor    | Mi bemol menor      |
| Si♭, Mi♭, La♭, Re♭, Sol♭           | Re bemol mayor     | Si bemol menor      |
| Si♭, Mi♭, La♭, Re♭                 | La bemol mayor     | Fa menor            |
| Si♭, Mi♭, La♭                      | Mi bemol mayor     | Do menor            |
| Si♭, Mi♭                           | Si bemol mayor     | Sol menor           |
| Si♭                                | Fa mayor           | Re menor            |
| Ninguna alteración                 | Do mayor           | La menor            |
| Fa♯                                | Sol mayor          | Mi menor            |
| Fa♯, Do♯                           | Re mayor           | Si menor            |
| Fa♯, Do♯, Sol♯                     | La mayor           | Fa sostenido menor  |
| Fa♯, Do♯, Sol♯, Re♯                | Mi mayor           | Do sostenido menor  |
| Fa♯, Do♯, Sol♯, Re♯, La♯           | Si mayor           | Sol sostenido menor |
| Fa♯, Do♯, Sol♯, Re♯, La♯, Mi♯      | Fa sostenido mayor | Re sostenido menor  |
| Fa♯, Do♯, Sol♯, Re♯, La♯, Mi♯, Si♯ | Do sostenido mayor | La sostenido menor  |

La tónica de la tonalidad relativa menor se encuentra una tercera menor por debajo de la tónica de su tonalidad relativa mayor, pero la armadura de ambas es la misma. En contraposición, la tónica de la tonalidad homónima mayor es la misma que la de la tonalidad homónima menor, pero la armadura tiene tres alteraciones más descendentemente.

Por ejemplo, tanto sol mayor como mi menor tiene un único sostenido en su armadura (Fa♯); por lo tanto mi menor es el relativo menor de sol mayor, e inversamente sol mayor es el relativo mayor de mi menor. La tónica del relativo menor es el sexto sonido o VI grado de la escala mayor y la tónica del relativo mayor es el tercer sonido o III grado de la escala menor.
La relación entre tonalidades vecinas y relativas puede visualizarse en el círculo de quintas.